# Піндун
Піндун (пинійською: Піндун Ши; Хоккіен ПОД: Пін-тонг-чхи) — місто окружного підпорядкування і центр повіту Піндун, Тайвань. Адміністративно місто поділене на 79 поселень.

## Історія
Територія сучасного міста Пінгтунг спочатку була селом аборигенів Тайваньських рівнин, яке вони називали «Акау», що означає «ліс». Після вигнання голландців село перетворилося на китайське місто-ринок під назвою «А-кау» (кит.: 阿猴; пе̍х-ōe-jī: A-kâu).

### Японська імперія
У 1901 році, за часів Японії, Ако ЧоAkō Chō (яп. 阿猴廳) був одним з двадцяти створених місцевих адміністративних підрозділів. У 1909 році ця одиниця була об'єднана з Banshoryō Chō (яп. 蕃薯寮廳) і Kōshun Chō (яп. 恆春廳) для утворення Akō Chō (яп. 阿緱廳). Починаючи з 1920 року, назву змінено на місто Хейто (屏東街), яке підпорядковувалося префектурі Такао. У 1933 році містечко отримало статус міста.

### Китайська Республіка
Після переходу Тайваню від Японії до Китайської Республіки 25 жовтня 1945 року місто Піндун заснували як провінційне місто Провінції Тайвань у грудні того ж року. 1 грудня 1951 року його понизили у статусі до міста повіту Піндун і з того часу воно управляється як місто повіту Піндун.

## Географія
Місто Піндун розташоване на північному заході повіту Піндун. Місто лежить між західним узбережжям і східним гірським хребтом на рівнині Пінгтунг. Багато мешканців працюють у Гаосюні і щодня їздять туди потягом.

### Клімат
Місто Піндун розташоване в тропіках і має тропічний мусонний клімат. Найтепліший місяць — липень, а найхолодніший — січень. Теплий сезон триває від середини березня до кінця листопада з середньою денною температурою понад 30 градусів за Цельсієм. Короткий прохолодний сезон починається в середині грудня і триває до кінця лютого. Він характеризується відносно теплими днями і прохолодними ночами з температурою від 15 до 27 градусів за Цельсієм. Округ Пінгтунг є найспекотнішим округом Тайваню, а місто Пінгтунг відоме своїми високими денними температурами цілий рік.